# Muhammad Zulfiqar Ismail
Muhammad Zulfiqar Ismail  (* 31. Januar 2000) ist ein malaysischer Leichtathlet, der sich auf den Sprint spezialisiert hat.

## Sportliche Laufbahn
Erste internationale Erfahrungen sammelte Muhammad Zulfiqar Ismail bei den Juniorenasienmeisterschaften 2018 in Gifu, bei denen er in 10,46 s die Bronzemedaille im 100-Meter-Lauf gewann. Zudem wurde er mit der malaysischen 4-mal-100-Meter-Staffel im Finale disqualifiziert. Ende August nahm er mit der Staffel erstmals an den Asienspielen in Jakarta teil und wurde auch dort im Finale disqualifiziert. Im Jahr darauf erreichte er bei den Asienmeisterschaften in Doha das Halbfinale, in dem er mit 10,49 s ausschied. 2022 startete er mit der Staffel bei den Südostasienspielen in Hanoi und gewann dort mit neuem Landesrekord von 39,09 s die Silbermedaille hinter dem Team aus Thailand.
2021 wurde Muhammad Zulfiqar malaysischer Meister im 100-Meter-Lauf.

## Persönliche Bestleistungen
- 100 Meter: 10,40 s (+1,0 m/s), 25. Juli 2018 in Besigheim
- 200 Meter: 21,44 s, 20. September 2018 in Ipoh